# Келлах мак Гуайри
Келлах мак Гуайри (др.‑ирл. Ceallach mac Guairi; умер в 666) — король коннахтского септа Уи Фиахрах Айдне (663—666).

## Биография
Келлах был одним из сыновей правителя Коннахта Гуайре Айдне. Он принадлежал к Уи Фиахрах Айдне, части Уи Фиахрах — одного из двух наиболее влиятельных коннахтских родов. Земли Уи Фиахрах Айдне располагались в коннахтско-мунстерском пограничьи.
Король Гуайре Айдне скончался в 663 году. После его смерти Келлах мак Гуайри унаследовал власть над Уи Фиахрах Айдне, в то время как престол Коннахта перешёл к Кенн Фаэладу мак Колгану из рода Уи Бриуйн.
Правление Келлаха мак Гуайри продолжалось очень недолго. Его смерть упоминается в ирландских анналах в 666 году. Также сообщается, что в это время множество людей умерло в Ирландии от чумы. Однако, была ли смерть Келлаха связана с этой эпидемией, в исторических источниках не уточняется.
Вероятно, после Келлаха мак Гуайри власть над Уи Фиахрах Айдне получил его брат Муйрхертах Нар.